# In casu
In casu är ett latinskt uttryck och en juridisk term med betydelsen "i varje enskilt fall" eller "i föreliggande fall". Ett avgörande in casu utgår från de speciella omständigheter som gäller i det enskilda fallet och har inte något prejudicerande värde.
Uttrycket ingår även i andra termer, såsom in casu necessitatis, "i nödfall" och lex in casu, "en för visst enskilt fall tillkommen lag".